# 8355 Masuo
8355 Masuo este un asteroid care intersectează orbita planetei Marte.

## Descriere
8355 Masuo este un asteroid care intersectează orbita planetei Marte. Asteroidul prezintă o orbită caracterizată de o semiaxă mare de 2,34 ua, o excentricitate de 0,29 și o înclinație de 7,7° în raport cu ecliptica.